# Aptosid
Aptosid [aptozɪt] (Eigenschreibweise aptosid, bis September 2010 bekannt unter dem Namen Sidux [ziːdʊks], Eigenschreibweise sidux) war eine auf Debian unstable aufbauende, nicht kommerzielle Linux-Distribution für Desktop-Computer und Notebooks.
Sie ist als Live-CD für die Architekturen i686 und AMD64 verfügbar und lässt sich mit einem grafischen Installationsassistenten installieren. Die Distribution wird in der Fachpresse vor allem aufgrund ihrer Aktualität hervorgehoben.
Neben der vollständigen Fassung, die alle Komponenten umfasst, gibt es eine „Light“-Variante mit verringertem Paketumfang. Die Standard-Desktop-Umgebung von Aptosid ist KDE.

## Merkmale
Besonderer Wert wird bei der Entwicklung von Aptosid auf Hardwareerkennung und Systemgeschwindigkeit gelegt. Die Distribution ist vollständig kompatibel zu Debian/unstable „sid“, so dass sämtliche Pakete des Debian-Repositories nutzbar sind. Aufgrund der Optimierung auf i686 und Ausrichtung auf aktuelle Hardware (AMD ab K7, VIA ab C7) ist eine Verwendung mit älteren Prozessoren (zum Beispiel bis AMD K6 oder VIA C3) nicht ohne weiteres möglich, da diese den Befehlssatz nicht voll unterstützen.
Aptosid enthält ausschließlich DFSG-konforme Open-Source-Software. Aptosid stellt für verschiedene Anwendungsbereiche Skripte und Meta-Pakete zur gebündelten Installation der benötigten Software oder auch von unfreien Paketen bereit. Die Aptosid Live-CD beinhaltet die Sprachen Englisch und Deutsch; weitere Sprachpakete können nachinstalliert werden. Die DVD beinhaltet jedoch alle unterstützten Sprachen.
Durch die Kopplung an Debian/unstable ist die Distribution immer auf einem aktuellen Stand, man spricht dabei auch von einem Rolling Release; dies geht jedoch teilweise auf Kosten der Stabilität. Die Live-CD ist jeweils ein Snapshot des aktuellen Standes von Aptosid zum Zeitpunkt der Veröffentlichung der jeweils aktuellen Ausgabe (ausgenommen die LiveCD-spezifischen Elemente, wie den Installer). Für die Aktualisierung des Systems nutzt Aptosid das apt-Werkzeug. Das ursprünglich von Kanotix stammende und bis zum Release 2008-01 über einen sogenannten „Stub-Installer“ in Sidux integrierbare eigenständige Skript smxi, das mittels einer Sperrliste die in Debian/unstable vorhandenen fehlerhaften Pakete von der Installation ausschließt, ist nicht Teil der Distribution.

## Name
Der Namensbestandteil sid verweist auf den technischen Ursprung „Sid“ ("still in development"), wie Debian/unstable intern genannt wird. Sidux folgte mit seiner Auslautung auf ux der Tradition anderer Unix-Derivate. Aptosid thematisiert einerseits apt als den Namen der für die Durchführung des Rolling-Release verwendeten Debian-Paketverwaltung. Weitere beabsichtigte Interpretationen entstammen dem lateinischen Ausdruck apto von aptus = passend (gemacht), sowie dem griechischen Ausdruck απ'το (ap'to) = (kommend) von. Die Bezeichnungen der einzelnen veröffentlichten Versionen sind der griechischen Mythologie entlehnt und werden durch das Jahr und eine jährliche Versionsnummer ergänzt.

## Geschichte
Sidux führte die ehemalige Konzeption von Kanotix fort und ist aus dieser Distribution hervorgegangen, nachdem sich deren Entwickler Jörg Schirottke einer stärker kommerziell orientierten Linie zuliebe von Debian/unstable als Basis abgewandt hatte. Damit übernahm Sidux die bisherige Funktion von Kanotix innerhalb der Linux-Distributionen und war die einzige Distribution, welche unmittelbar und ausschließlich auf Debians Entwicklerzweig „Sid“ basiert. Diese Tradition gilt nach wie vor für Aptosid. Gegründet wurde Sidux am 24. November 2006 durch frühere Kanotix-Entwickler.
Seit dem 26. November 2006, lange bevor Sidux als brennfähiges ISO-Abbild für CD und DVD veröffentlicht wurde, konnte es als funktionsfähiges Betriebssystem auf dem PC installiert werden, indem eine vorhergehende Kanotix-Installation per Script mit Quellen aus dem Repository zu Sidux aktualisiert wurde. Die erste Sidux Live-CD mit dem Namen „Χάος“ (chaos) und der Bezeichnung 2007-01 wurde offiziell am 22. Februar 2007 veröffentlicht.
Im Februar 2007 wurde Sidux von Distrowatch ausgezeichnet und erhielt im Rahmen dessen eine Spende über 350 $.
In den folgenden Monaten war Sidux immer wieder Inhalt von Tests durch Linux-Sonderhefte von PC-Zeitschriften, so eines Tests im Dezember 2007 durch die Chip, in dem der Kompromiss aus Aktualität und Stabilität erklärt wird. Die PC-Welt Linux 2/2008 beinhaltet Sidux neben diversen anderen Linux-Distributionen auf der DVD. Linux Life, ein Ableger des PC Magazins, hat in Ausgabe 02/08 ebenfalls einen Bericht.
Seit dem 9. Dezember 2009 ist Sidux ein der SPI angeschlossenes Projekt.
Nachdem es zu Streit zwischen dem Sidux e. V. und den Entwicklern kam, wurde in einer Mitgliederversammlung am 14. August 2010 eine Trennung zwischen Entwicklung und Verein beschlossen. Das Entwicklungsteam entwickelt unabhängig davon die Distribution weiter. Um Markenrechtsstreitigkeiten zwischen Entwicklungsteam und Verein aus dem Weg zu gehen, wurde die Distribution in Aptosid umbenannt. Nach einem knappen Monat Überarbeitungszeit wurde Aptosid am 11. September 2010 veröffentlicht.
Wegen Differenzen im Umgang mit der Nutzergemeinde entstand im Sommer 2011 ein Fork von aptosid, der sich Siduction nennt. Dieser bleibt ebenso ein Derivat von Debian Sid, möchte aber die Endbenutzer stärker in die Entwicklung einbinden als aptosid es tut.

## Sidux e.V.
Zur Unterstützung und Finanzierung der Distribution wurde am 1. April 2007 der gemeinnützige Verein „Sidux e. V.“ mit Sitz in Berlin gegründet. Die Satzung des Vereins definiert die Ziele, die über die ausschließliche Förderung und Verbreitung von Sidux hinausgehen. Nach der Trennung von Verein und Entwickler-Community plant der Verein, zukünftig allgemein freie Software zu fördern.

## Bisherige Veröffentlichungen
Bis ins Jahr 2010 wurde planmäßig jeweils etwa alle drei Monate eine neue Version veröffentlicht.
Es gab üblicherweise 4 verschiedene CDs pro Version, jedoch wurden aus Platzgründen ab Version 2007-04.5 eine voll ausgestattete DVD und zwei CDs angeboten.
Seit 2011 gibt es keinen Zeitplan mehr für neue Versionen. Zumindest erschien seither einmal jährlich eine aktualisierte Fassung. Seit 2013 wurde keine neue Version mehr veröffentlicht, somit scheint diese Distribution, außer aktualisierte Kernel-Versionen, nicht mehr weiterentwickelt zu werden.
| Version             | Name                                               | Datum              | Architekturen | Architekturen | Architekturen | Architekturen |
| Version             | Name                                               | Datum              | kde-light CD  | kde-full CD   | kde-full DVD  | xfce CD       |
| ------------------- | -------------------------------------------------- | ------------------ | ------------- | ------------- | ------------- | ------------- |
| sidux 2007-01       | Chaos „Χάος“ [xaɔs]                                | 22. Februar 2007   | i686, amd64   | i686, amd64   |               |               |
| sidux 2007-02       | Tartaros „Τάρταρος“ [ˈtartaros]                    | 28. Mai 2007       | i686, amd64   | i686, amd64   |               |               |
| sidux 2007-03       | Gaia „Γαια“ [ɣaˈi̠a]                                | 14. August 2007    | i686, amd64   | i686, amd64   |               |               |
| sidux 2007-04       | Eros „Ερως“ [érɔːs]                                | 21. November 2007  | i686, amd64   | i686, amd64   |               |               |
| sidux 2007-04.5     | Eros „Ερως“ (Christmas-Special CDs)                | 12. Dezember 2007  | i686, amd64   |               |               |               |
| sidux 2007-04.5 DVD | Eros „Ερως“ (Christmas-Special DVD)                | 30. Dezember 2007  |               | i686 & amd64  |               |               |
| sidux 2008-01       | Nyx „Νύξ“ [nʉ́kʰs]                                  | 12. April 2008     | i686, amd64   | i686 & amd64  |               |               |
| sidux 2008-02       | Erebos „Ἔρεβος“ [érebos]                           | 26. Juni 2008      | i686, amd64   | i686 & amd64  | i686, amd64   |               |
| sidux 2008-03       | Ourea „Ουρέα“                                      | 22. September 2008 | i686, amd64   | i686 & amd64  | i686, amd64   |               |
| sidux 2008-04       | Pontos „Ποντος“ [póntos] (CDs)                     | 23. Dezember 2008  | i686, amd64   |               | i686, amd64   |               |
| sidux 2008-04 DVD   | Pontos „Ποντος“ [póntos] (DVD)                     | 31. Dezember 2008  |               | i686 & amd64  |               |               |
| sidux 2009-01       | Uranos „Οὐρανός“                                   | 14. Februar 2009   | i686, amd64   | i686 & amd64  | i686, amd64   |               |
| sidux 2009-02       | Aither „Αιθήρ“                                     | 15. Juli 2009      | i686, amd64   | i686 & amd64  | i686, amd64   |               |
| sidux 2009-03       | Momos „Μώμος“                                      | 11. November 2009  | i686, amd64   | i686 & amd64  | i686, amd64   |               |
| sidux 2009-04       | Moros „Μόρος“                                      | 31. Dezember 2009  | i686, amd64   | i686 & amd64  | i686, amd64   |               |
| sidux 2010-01       | Hypnos „Ύπνος“                                     | 13. Juni 2010      | i686, amd64   | i686 & amd64  | i686, amd64   |               |
| aptosid 2010-02     | Keres „Κῆρες“                                      | 14. September 2010 | i686, amd64   | i686 & amd64  | i686, amd64   |               |
| aptosid 2010-03     | Apate „Ἀπάτη“                                      | 26. Dezember 2010  | i686, amd64   | i686 & amd64  | i686, amd64   |               |
| aptosid 2011-01     | Geras „Γῆρας“                                      | 6. Februar 2011    | i686, amd64   | i686 & amd64  | i686, amd64   |               |
| aptosid 2011-02     | Hemera (Tag) „Ἡμέρα“                               | 13. Juli 2011      | i686, amd64   | i686 & amd64  | i686, amd64   |               |
| aptosid 2011-03     | Ponos (Mühsal) „Πόνος“                             | 31. Dezember 2011  | i686, amd64   | i686 & amd64  | i686, amd64   | i686, amd64   |
| aptosid 2012-01     | Thanatos (Tod) „Θάνατος“                           | 1. Dezember 2012   | i686, amd64   | i686 & amd64  | i686, amd64   | i686, amd64   |
| aptosid 2013-01     | Hesperides (Die hellsingenden Töchter) "Ἑσπερίδες" | 5. Mai 2013        | i686, amd64   | i686 & amd64  | i686, amd64   | i686, amd64   |

### Derivate
Wie bei vielen Linux-Distribution existieren auch von Sidux Abwandlungen. Hierbei handelt es sich in diesem Falle vor allem um Versionen mit einer anderen Lokalisation, zum einen celtux mit einer irischen (gälischen) Lokalisation, zum anderen Deb-on-Air mit einer französischen.

#### Seminarix
Ein weiteres Derivat ist Seminarix, welches in Version 1.0 noch auf Kubuntu basierte, seit sidux-2008.1-seminarix jetzt aber aus Geschwindigkeitsgründen auf Sidux basiert. Diese Distribution wurde vom Studienseminar Neuss für die Lehrerausbildung entwickelt und speziell an die Anforderungen im Bildungsbereich angepasst. Anders als bei Edubuntu wurde das Betriebssystem nicht „verniedlicht“. Im Vordergrund stand eine gute Mischung zwischen Lernsoftware für alle Fächer mit wichtiger Büro- und Graphiksoftware zu schaffen. Sidux-Seminarix unterstützt in einer speziellen Version auch ältere Hardware (zum Beispiel Prozessoren mit Befehlssatz vor i686).